# Antes do Amanhecer
Before Sunrise (bra/prt: Antes do Amanhecer) é um filme produzido pelos Estados Unidos e Áustria, lançado em 1995, do gênero romance, dirigido por Richard Linklater e escrito por Kim Krizan e Linklater. O filme acompanha Jesse (Ethan Hawke), um jovem estadunidense, e Céline (Julie Delpy), uma jovem francesa, que se encontram num trem e desembarcam em Viena, onde eles passam a noite andando pela cidade, se conhecendo e se apaixonando um pelo outro.
A trama é considerada minimalista, pois não acontece muita coisa além de passeio e conversa. São detalhadas as ideias e perspectivas sobre a vida e o amor dos dois personagens. Jesse é um romântico disfarçado de cínico, enquanto Céline aparenta ser romântica, porém com dúvidas. Com a limitação de tempo sempre presente em suas mentes, cada um revela muito de si ao outro, pois ambos julgam que nunca mais se verão novamente.
O filme estreou no Festival Sundance de Cinema, em 19 de janeiro de 1995, e estreou nos cinemas oito dias depois. Acabou sendo um sucesso de público e crítica, arrecadando vinte e dois milhões de dólares, contra um custo de 2,5 milhões de dólares. Posteriormente, Jesse e Céline apareceram no filme de Linklater Waking Life (2001). Uma sequência de 2004, Before Sunset, retoma a história nove anos após o primeiro filme. Uma sequência de 2013, Before Midnight, retoma a história nove anos após Before Sunset.

## Produção
Before sunrise foi inspirado por uma mulher que o roteirista/diretor Richard Linklater encontrou numa loja de brinquedos na Filadélfia em 1989. Eles passearam pela cidade e conversaram durante a noite inteira. No roteiro original, não ficavam especificadas as identidades dos dois protagonistas e a cidade em que se desenrolava a história. Linklater percebeu que, como a história tratava do relacionamento entre um homem e uma mulher, era importante que houvesse uma boa corroteirista. Ele escolheu Kim Krizan, que havia tido pequenos papéis nos filmes Slacker (1990) e Dazed and Confused (1993). De acordo com Linklater, ele "amou o modo como sua mente funcionava - um fluxo constante de ideias inteligentes e confiantes".
Linklater e Krizan conversaram sobre o conceito do filme e os personagens durante um longo período. Ele queria explorar "o lado relacional da vida e mostrar dois desconhecidos que tentam se conhecer um ao outro". Ele decidiu colocar Jesse e Céline num país estrangeiro porque "quando você está viajando, você está mais aberto a experiências novas". O roteiro definitivo do filme ficou pronto em onze dias.
Linklater passou nove meses selecionando os atores. Ele viu muitos atores, mas teve dificuldades em achar os atores certos para os papéis de Jesse e Céline. Quando Linklater pensou pela primeira vez em Ethan Hawke, ele o achou jovem demais para o papel. Linklater viu Ethan numa peça em Nova Iorque e reconsiderou sua opinião após conversar com o ator. Quanto a Céline, Linklater se encontrou com Julie Delpy e gostou de sua personalidade. Depois que eles fizeram uma leitura final, Linklater soube que os dois eram as escolhas certas para os papéis. Assim que Ethan e Julie aceitaram participar do filme, eles foram a Austin e conversaram com Linklater e Krizan durante alguns dias. Em 2016, Delpy disse, à revista Creative Screenwriting:

Ethan e eu, basicamente, reescrevemos tudo. Havia o roteiro original, mas ela não era muito romântico, acredite se quiser. Era apenas muito papo, mais do que romance. Richard nos contratou porque ele sabia que nós escrevíamos e ele queria que nós colocássemos romance no filme. Nós trouxemos essas ideias românticas, e foi assim que eu escrevi algo que foi realmente filmado, embora eu não tenha ganho realmente crédito. Mas, se eu tivesse escrito o filme e tivesse ganho o crédito, duvido que ele pudesse ter sido financiado.
Embora Julie e Ethan não tenha ganho o crédito por ter escrito o filme, eles ganharam o crédito como corroteiristas das sequências do filme.

## Temas
O filme gira largamente em torno dos temas correlatos "autorrealização" e "autoconhecimento" no contexto de um relacionamento amoroso, colocando um limite temporal de doze horas para atingir esse objetivo. Esses temas são reforçados pelo poema "Anjo da ilusão", que evoca uma busca por unificação e completude entre dois parceiros num mundo misterioso e incontrolável.
Outro tema importante é a espontaneidade. Ela se reflete nas ações de Jesse e Céline, desde o momento em que ambos, irrefletidamente, desembarcam do trem e passam a ter olhos somente para o outro. Com a chegada da manhã, ambos são obrigados a voltar ao "tempo real".
O filme deixa que o espectador decida se os dois se encontrarão ou não seis meses depois. O crítico Robin Wood disse que, depois que ele publicou um ensaio sobre o filme em uma edição de 1996 da revista CineAction, Linklater lhe escreveu para dizer que "ele e os dois atores sempre souberam que o encontro seria respeitado".
O filme se passa no dia 16 de junho, o dia de Bloom.

## Inspiração
A história de Jesse e Céline foi inspirada por uma noite que Linklater passou com uma jovem chamada Amy Lehrhaupt, que ele havia conhecido num dia em que ele estava na Filadélfia, viajando de Nova Iorque para Austin. Só depois de 2010 Linklater foi informado de que ela morrera num acidente de moto antes do lançamento do filme.

## Elenco
- Ethan Hawke - Jesse
- Julie Delpy - Céline
- Andrea Eckert - Esposa no trem
- Hanno Pöschl - Marido no trem
- Karl Bruckshwaiger - Jovem na ponte
- Tex Rubinowitz - Jovem na ponte
- Dominik Castell - Poeta de rua
- Haymon Maria Buttinger - empregado do bar
- Harold Waiglein - Guitarrista

## Principais prêmios e indicações
O diretor do filme, Richard Linklater, venceu o Urso de Prata, do Festival de Berlim de 1995, na categoria de melhor diretor. No mesmo festival, houve a indicação ao Urso de Ouro ("melhor filme").
Foi indicado no MTV Movie Awards de 1995, na categoria de melhor beijo, entre os personagens Céline e Jesse.

## Recepção
Segundo o site Rotten Tomatoes, este filme alcançou um raro índice de aprovação de 100% entre os críticos, baseado em 48 resenhas, com uma nota média de 8,3 (de 10). O consenso dos críticos do site diz: "Instigante e lindamente filmado, Before Sunrise é um olhar inteligente e descaradamente romântico sobre o amor moderno, liderado por performances maravilhosamente naturais de Ethan Hawke e Julie Delpy". Já no Metacritic, o filme tem uma média ponderada de 77 (de 100), baseado em 18 críticas, indicando "avaliações geralmente favoráveis". A recepção da audiência também foi positiva, segundo o site CinemaScore, com o público dando uma nota média "B" (numa escala de A+ a F).

## Continuação
Jesse e Céline tiveram uma pequena cena juntos no filme Waking Life (2001). Nessa cena, os dois conversam numa cama. Porém, como o filme trata de sonho lúcido, essa cena nunca teria realmente acontecido. Em 2004, o filme de 1995 recebeu uma continuação, Before Sunset, que explica o que acontece depois com o casal. Este filme, por sua vez, também ganhou uma continuação em 2013, intitulada Before Midnight, mais uma vez dirigida por Linklater e estrelada por Delpy e Hawke. Este filme teve sua première no Festival Sundance de Cinema.